# فندق ترانسيلفانيا 2
فندق ترانسلفانيا 2 (بالإنجليزية: Hotel Transylvania 2)‏ هو فيلم رسوم متحركة ثري دي فنتازي كوميدي أطفال أمريكي تم إنتاجه في 2015 وهو الجزء الثاني بعد فلم فندق ترانسلفانيا في 2012، الفلم من إعداد شركة كولومبيا بيكتشرز وإنتاج شركة سوني بيكتشرز للرسوم المتحركة ومن إخراج جندي تارتاكوفسكي وبطولة آدم ساندلر وأندي سامبيرج وسيلينا غوميز وكيفن جيمس وستيف بوشيمي وديفيد سبيد وكيغان مايكل كاي وميل بروكس.
تقع أحداث الفيلم بعد عدة سنوات من أحداث الفيلم الأول حيث أصبح مافيس وجوني لديهما ابن صغير اسمه دينيس، الذي يقلق افتقار مافيس وجده لأمه دراكولا بسبب عدم امتلاكه لأي قدرات مصاص دماء وعندما يسافر مافيس وجوني إلى مسقط رأس جوني في كاليفورنيا، اتصل دراك بأصدقائه لمساعدته في جعل دينيس مصاص دماء، الأمر الذي أثار استياء مافيس.
تم إصدار الفيلم في 25 سبتمبر 2015 بواسطة سوني بيكتشرز تحت علامة كولومبيا بيكتشرز، على الرغم من أنه لا يزال يتلقى آراء متباينة من النقاد، فقد حقق أكثر من 474 مليون دولار في جميع أنحاء العالم بميزانية 80 مليون دولار. تم إصدار تكملة فندق ترانسيلفانيا 3: إجازة صيفية في يوليو 2018.

## القصة
بعد مرور بعض الوقت على أحداث الفيلم الأول، تزوج مافيس وجوني أخيرًا، بموافقة والدها الكونت دراكولا. بعد عام من الزفاف، كشفت مافيس لدراك أنها حامل وأنجبت لاحقًا طفلاً اسمه دينيس، أطلق عليه دراكولا لقب «دينيسوفيتش». مع اقتراب عيد ميلاد دينيس الخامس، لا يزال عليه أن ينمي أنيابه ويخشى دراك من أن حفيده قد لا يكتسب قوى مصاص دماء.
مع ملاحظة المخاطر المحتملة التي قد يواجهها ابنها في العيش في ترانسيلفانيا، بدأت مافيس في التفكير في الانتقال إلى مسقط رأس جوني في كاليفورنيا من أجل منح دينيس طفولة «طبيعية» أكثر، الأمر الذي لم يوافق عليه دراك كثيرًا. دراك يطلب من جوني (الذي لا يريد مغادرة الفندق أيضًا) إحضار مافيس إلى كاليفورنيا لزيارة والديه، مايك وليندا، ولكن للتأكد من تشتيت انتباهها حتى لا تتحرك، تاركًا دراكولا «لرعاية الأطفال» دينيس. مقتنعًا بأن دينيس هو «خطاف متأخر»، يستعين دراك بأصدقائه فرانك واين وغريفين وموراي وبلوبي للمساعدة في تدريب دينيس ليصبح وحشًا، لكن كل محاولة يحاولونها تفشل. ثم يذهب دراك والعصابة إلى معسكر وينيباكاكا، المخيم الصيفي لطفولة دراك، فقط للتسلل بعيدًا بعد أن اكتشف دراك أن المخيم أصبح أكثر أمانًا. يحاول دراك رمي دينيس من برج طويل وغير مستقر للضغط على تحول الصبي إلى خفاش، لكنه لا يتحول ويطير دراك وينقذه في اللحظة الأخيرة.
في هذه الأثناء، في كاليفورنيا، يستمتع مافيس باستكشاف عالم أكثر إنسانية. عندما وصل الزوجان إلى منزل مايك وليندا، حاولت ليندا دون جدوى جعل مافيس تشعر بمزيد من الراحة من خلال تغطية غرفتها بزخارف الهالوين المخيفة ودعوة أزواج وحوش / بشر آخرين. تشعر مافيس بأنها غريبة، وتنسحب إلى السطح، ويخبرها جوني أنه إذا بقيا معًا، فإن دينيس سيعيش بشكل طبيعي، ويقنعها بالبقاء في الفندق. ومع ذلك، يكتشف جوني بعد ذلك مقطع فيديو لسقوط دينيس تم تصويره من قبل المعسكر، ويعود هو ومايفيس الغاضب إلى ترانسيلفانيا، مع وصول دراكولا وأصدقاؤه إلى الفندق في نفس الوقت.
تواجه مافيس والدها لتعريض دينيس لخطر جسيم وفشل في قبوله كإنسان، وتقول إنهم سينتقلون من الفندق بعد حفلة عيد ميلاد دينيس. في الليلة التي سبقت الحفلة، استضاف دراك عائلة جوني، واكتشف أن مافيس دعا والده فلاد. نظرًا لأن فلاد أكثر كراهية للبشر مما كان عليه، أخبر دراك جوني أن يتنكر عائلته في زي الوحوش. في اليوم التالي، يصل فلاد مع خادمه الوحشي بيلا، ويلتقي بدينيس لأول مرة. يعتقد فلاد أن الخوف سوف يتسبب في ظهور أنياب دينيس ويمتلك مؤديًا مسرحيًا يرتدي زي الوحش التلفزيوني المفضل لدينيس كاكي لإخافته، لكن دراك يحمي حفيده الخائف في اللحظة الأخيرة، ويكسر قبضة فلاد على المؤدي. اكتشف مافيس أن دراك خطط للحيلة، وبينما تتجادل الأسرة حول ما إذا كان دينيس سيكون سعيدًا في كاليفورنيا أم لا، فإنه يفر للأسف من الفندق ويدخل الغابة مع ويني ابنة وين واندا، التي كانت معجبة به.
غاضبًا من فلاد، جوني وعائلته يفضحون أنفسهم، وفلاد غاضب من أن دراك قد قبل البشر. عند سماع أن دينيس إنسان، هاجمه بيلا وويني في منزلهما على الشجرة. عندما يصيب بيلا ويني ويهدد بتدمير الفندق، يتسبب غضب دينيس في نمو أنيابه على الفور وتطوير قدرات مصاصي الدماء، ويضرب بيلا. يدعو بيلا الغاضب ولكن المهزوم أتباعه من الخفافيش العملاقة، لكن دراك وجوني ومافيس ودينيس وبقية الوحوش اجتمعوا لهزيمة أتباع بيلا وطردهم بعيدًا، بينما تقلص بيلا من قبل فلاد، الذي فاز به. من خلال ادعاء دراك بأن البشر الآن يتعايشون بسلام. مع احتضان دينيس أخيرًا لقدراته على مصاص الدماء، قرر جوني ومافيس الاستمرار في تربيته في ترانسيلفانيا، واستأنفوا الحفلة مع أصدقائه وعائلته.

## الأداء
- آدم ساندلر مثل دور كونت دراكولا ومدير الفندق.
- أندي سامبيرج بدور جوناثان البشري الذي يعيش مع الوحوش وحبيب مافيس في الجزء الأول من الفلم.
- سيلينا غوميز بدور مافيس ابنة دراكولا المراهقة.
- كيفن جيمس بدور الوحش فرانكنشتاين واحد من أصدقاء الكونت دراكولا.
- ستيف بوشيمي بدور المستئذب واحد من أصدقاء الكونت دراكولا.
- ديفيد سبيد بدور غريفن واحد من أصدقاء دراكولا.
- كيغان مايكل كاي بدور المومياء واحد من أصدقاء الكونت دراكولا.
- ميل بروكس بدور فلاد الثالث المخوزق والد الكونت دراكولا وجد مافيس.
- فران دريشر بدور زوجة فرانكشتاين.
- مولي شانون بدور واندا المستئذبة.
- نيك أوفرمان بدور مايك والد جوناثان.
- ميغان مولالي بدور ليندا والدة جوناثان.

## روابط خارجية
- الموقع الرسمي
- فندق ترانسيلفانيا 2 على موقع IMDb (الإنجليزية)
- فندق ترانسيلفانيا 2 على موقع ميتاكريتيك (الإنجليزية)
- فندق ترانسيلفانيا 2 على موقع روتن توميتوز (الإنجليزية)
- فندق ترانسيلفانيا 2 على موقع نتفليكس (الإنجليزية)
- فندق ترانسيلفانيا 2 على موقع ألو سيني (الفرنسية)
- فندق ترانسيلفانيا 2 على موقع Turner Classic Movies (الإنجليزية)
- فندق ترانسيلفانيا 2 على موقع أول موفي (الإنجليزية)
- فندق ترانسيلفانيا 2 على موقع بوكس أوفيس موجو (الإنجليزية)
- فندق ترانسيلفانيا 2 على موقع فيلمافينيتي (الإسبانية)
- فندق ترانسيلفانيا 2 على موقع قاعدة بيانات الفيلم (الإنجليزية)